# Szalona wojna

Mapa Francji przedstawiająca ziemie należące do domeny królewskiej, niezależne księstwa oraz domeny magnackie w 1477 roku, na krótko przed „szaloną wojną”

Szalona wojna (fr. La guerre folle), znana także jako wojna o dobro publiczne – późnośredniowieczny konflikt pomiędzy koalicją znaczących, dysponujących dużymi siłami zbrojnymi władców feudalnych a królem Francji. Wojna trwała w latach 1485–1488, podczas rządów regentki Anny de Beaujeu, pomiędzy śmiercią króla Ludwika XI a objęciem władzy przez małoletniego wówczas Karola VIII Walezjusza. Karol VIII został królem w wieku trzynastu lat, po śmierci swojego ojca, jednak do 1491 regencję sprawowała jego najstarsza siostra, Anna de Beaujeu, wraz ze swym mężem Piotrem II, księciem Burbonii (dopiero po ślubie z Anną Bretońską w 1491, Karol VIII objął samodzielne rządy).
Do głównych władców feudalnych, którzy wystąpili przeciwko monarchii należeli: Ludwik II Orleański, kuzyn króla (przyszły król Ludwik XII), Franciszek II Bretoński, René II Lotaryński, Alain d’Albret, Jean IV de Chalon-Arlay, Charles de Angoulême. Rewolta uzyskała wsparcie wielu osobistości, wśród których można wymienić Philippe’a de Comminesa. Ponadto, stanowiąc wystąpienie przeciwko władzy francuskiej, uzyskała poparcie zagranicznych mocarstw, od lat rywalizujących z Francją o wpływy w regionie: Anglii, Hiszpanii, a nawet dość odległej Austrii.
Głównym efektem szalonej wojny było przyłączenie Bretanii do Królestwa Francji.
Kwestią dyskusyjną jest to, czy omawiane wydarzenia można określić jako jedną wojnę. Wskazuje się, że szalona wojna była raczej długim pasmem konfliktów pomiędzy Królestwem Francji a wielkimi możnowładcami, które stanowiły swego rodzaju pokłosie powstania w 1465 Ligi Dobra Publicznego (fr. ligue du Bien public) – sojuszu władców feudalnych, zawiązanego w obronie przed rozbudowującą się władzą centralną Ludwika XI. Kluczową postacią tej formacji politycznej, która walczyła o odzyskanie przez możnowładców utraconych przywilejów feudalnych, był Karol Zuchwały – syn księcia Burgundii Filipa III Dobrego (zm. 1467) i Izabeli (zm. 1471), córki króla Portugalii Jana I Dobrego. Walczył on o stworzenie własnego niezależnego państwa, umiejscowionego pomiędzy Francją a Świętym Cesarstwem Rzymskim. Nie urzeczywistnił swoich planów. 5 stycznia 1477 zginął w bitwie pod Nancy, w której siły Księstwa Lotaryngii rozbiły wojska burgundzkie. Wraz ze śmiercią Karola Zuchwałego – pod murami Nancy – wygasła książęca linia męska, co w konsekwencji doprowadziło do wchłonięcia Księstwa Burgundii przez Królestwo Francji. Niderlandy Burgundzkie przeszły natomiast w ręce Habsburgów.
Możnowładcy francuscy, zaniepokojeni utratą swoich wpływów oraz możliwością podzielenia losów Karola Zuchwałego, zawiązali kolejną koalicję w celu walki z królem o swoje prawa i stan posiadania, co w efekcie doprowadziło do wybuchu tzw. szalonej wojny.